# Olga Quiñones Fernández
Olga Quiñones Fernández (Salinas de Castrillón, Castrillón, Astúries, 1940 - València, 6 de juny de 2014) va ser una professora de la Universitat de València, que va exercir els càrrecs de vicedirectora de l'Escola Universitària de Magisteri Ausiàs March, i de secretària i vicedegana de la Facultat de Ciències Socials.
Va estudiar Dret i Filosofia i Lletres a la Universitat de València. Va ser professora de l'Escola de Magisteri de València, i en la dècada de 1960 va ser professora de Psicologia, i, des de la dècada de 1990 fins al 2011, professora de Sociologia de la Universitat de València. Va ser sotsdirectora general de l'Institut Valencià de la Dona i directora de la Unitat d'Igualtat de la Universitat de València.

## Trajectòria
Olga Quiñones va estudia a partir dels deu anys a l'escola Sant Vicent Ferrer de València; més tard, després del batxillerat va començar la carrera de Dret, l'any 1958. A l'any següent d'acabar la carrera de Dret comença la carrera de Filosofia i Lletres, també a València, i té els primers contactes i compromisos polítics, en moviments antifranquistes i en la militància del PCE.
En 1968 va ser professora de l'escola de Magisteri de València on participa en la Junta de Govern del Col·legi de Doctors i Llicenciats i en els moviments de renovació pedagògica de la dècada de 1970, com les primeres «escoles d'estiu». Des de 1968, és professora de Psicologia i des del 1985, professora de Sociologia a la Universitat de València. Té diverses sortides de l'àmbit universitari, la primera en el 1985 sent la primera presidenta del Consell Escolar Valencià, en l'administració autonòmica, la segona en l'Institut de la Dona en 1993.
Olga Quiñones va fundar i va ser vicepresidenta de l'Associació de Dones Universitàries (1974-76) i des d'aquell moment manté per a tota la vida el contacte amb el moviment feminista. Va complir amb la presidència del Consell Escolar Valencià (1985-88), i va ser sotsdirectora general de l'Institut de la Dona a Madrid. (1993-96). Va ser professora de Sociologia de la Universitat de València fins que es jubila, també va ser la primera Delegada del Rector en la Unitat d'Igualtat d'aquesta universitat.

## En l'àmbit universitari
En l'àmbit de la gestió universitària va ser vicedirectora de l'Escola Universitària de Magisteri Ausiàs March, secretària i vicedegana de la Facultat de Ciències socials. Com a directora de la Unitat d'Igualtat va coordinar l'estudi-diagnòstic «Dons i home a la Universitat de València», l'elaboració i redacció del I Pla d'Igualtat, que es va aprovar per acord del Consell de Govern en 2009.
Va ser integrant del Seminari d'Estudis Feministes (1983) —en l'actualitat, Institut Universitari d'Estudis de la Dona— de la Universitat de València.
Va participar en la Comissió Assessora del Rector de la Universitat de València per a les polítiques d'igualtat 2002-2007; de l'Observatori de Gènere de la Generalitat Valenciana i de l'Observatori de Publicitat No Sexista de la Generalitat Valenciana.

## Publicacions
Entre les publicacions fruit de la seva recerca destaquen: «Les Dones a la Comunitat Valenciana Informe Sociològic» (1988), «La situació de les dones en l'administració pública valenciana», «L'elecció d'estudis universitaris: preferències dels estudiants de Secundària», «Les dones a la Comunitat Valenciana: Educació i família» «Professores i alumnes a la Comunitat Valenciana i Universitat i feminisme a Espanya. Situació dels estudis de les dones en els anys 90».

## Reconeixements
Olga Quiñones va rebre l'any 2012 el Premi «Dona compromesa en els polítiques d'Igualtat» de Dones Progressistes, per la seva tasca i el seu compromís des de sempre amb les polítiques d'igualtat.
A més, com a mostra del seu mèrit i el seu paper com a model a seguir, la Universitat de València va crear, l'any 2014, el Premi A. Olga Quiñones Fernández, per a promoure la incorporació de la perspectiva de gènere i la igualtat en la docència i en la recerca, premiant estudis en matèria de dones i igualtat de gènere, i presenta dues modalitats: per a Treballs Finals de Grau (TFG) o equivalent, i per a Treballs Finals de Màster (TFM) o equivalent.